# Elisabeth Lillström
Lisa eller Elise (Elisabeth) Lillström, född Söderman, född 1717 eller 1718, död 4 april 1791, var en av Sveriges första professionella kvinnliga skådespelare, mor till primadonnan Elisabeth Olin. Hon var också sångerska, sopran. Hon var anställd vid den första svenskspråkiga operateatern i Stora Bollhuset 1740–1754 och därefter vid Stenborgs Sällskap.

## Biografi och karriär
Lillström beskrivs som ”En ansedd skådespelerska vid kungliga svenska skådeplatsen” och omtalas som den största kvinnliga stjärnan; tillsammans med de övriga i truppen, som Margareta Maria Fabritz, var hon den första professionella skådespelerskan i Sverige, och även bland de första svenska skådespelarna; fram till 1737 hade endast utländska skådespelare och teatersällskap uppträtt i Sverige.
Lillström nämns tillsammans med Anne Marie Sualing och Birgitte Buchwald som en av de skådespelare som anställts 1741 – hennes namn är då felstavat som Lindström eller Lidström; även Anna Lindbohm och Susanna Catharina Steenberg räknas upp som skådespelerskor i mantalslängderna under denna period, och bland de aktörer från landsorten som anställdes 1744 fanns en Christina Grubb, men uppgifterna om de kvinnliga aktörerna är för det mesta mycket knapphändiga, om de inte som Lillström fått särskild uppmärksamhet.
Sina främsta insatser gjorde hon vid sångspelen och sångroller och gjorde sannolikt de huvudrollerna i Syrinx 1747–1748 års säsong och Den Straffade förmätenheten 1750–1751, pjäser där hon var recettmottagare. Hennes dotter Elisabeth Olin spelade barnroller i Syrinx och troligen också i barnoperabaletten Menlöshetens tempel 1749–1750, där hennes mor var recettmottagare.
Lillström var även ledamot i teaterns styrelse, så kallad delägare; teatern styrdes 1740–1753 av aktörerna själva, och i listan över delägare 1754 uppräknas hon som en av de tolv styrelsemedlemmarna; fyra av dem var kvinnliga, varav hon var en. De övriga kvinnliga medlemmarna var Margareta Maria Fabritz, Catharina Sophia Murman och Johanna Catharina Enbeck. Hennes make är inte med på denna lista.
Sedan åtminstone 1744 var hon gift med organisten Petter Lillström som var verksam som orkestermusiker och möjligen orkesterdirektör vid Bollhusteatern. Paret Lillström arbetade vid Bollhusteatern fram till 1754, varefter de var verksamma inom Petter Stenborgs Sällskap. Petter Lillström ledde truppens orkester och var organist i Katarina kyrka till september 1770. År 1761 och 1762 gavs svenska pjäser på Bollhuset till hans förmån.
Tisdagen 4 december 1770 gjorde Elisabeth Lillström rollen som Salmonea i tragedin Maccabeerne till förmån för sin man, som troligen komponerat musiken till efterpjäsen Arlequins jägarekonst. År 1770 lovordades Elisabeth Lillström, Kristian Knöppel och Johan Palmberg ”för nationen och dem själva lovvärda insatser, som gav hopp om den svenska skådespelarkonsten”.
Få av skådespelarna från den svenska truppen 1737–1753 blev särskilt kända, särskilt de kvinnliga. En annan känd skådespelerska från perioden var Christina Catharina Lindberg, som under namnet Mademoiselle Londberg var recettmottagare och därmed huvudrollsinnehavare i en pjäs 1749; hon tros ha medverkat i Kvinnoskolan 1743 och 1746, och blev efter 1753 en stjärna i Petter Stenborgs trupp.